# Ozodicera umbrifera
Ozodicera umbrifera är en tvåvingeart som beskrevs av Alexander 1937. Ozodicera umbrifera ingår i släktet Ozodicera och familjen storharkrankar. Inga underarter finns listade i Catalogue of Life.